# Брандберг, Паулина
Паулина Брандберг (швед. Paulina Brandberg; род. 1983, Лунд, Мальмёхус) — шведский юрист, политический и государственный деятель. Член президиума партии Либералов. В прошлом —  министр по вопросам равноправия и трудовой политики (2022—2025).

## Биография
Родилась 11 ноября 1983 года в Лунде.
В 2008 году окончила юридический факультет Лундского университета. Получила степень магистра права (LL.M.).
Работала полгода помощницей юриста в Адвокатской фирме «Линдаль» (Advokatfirman Lindahl) в Мальмё. В 2008—2010 годах работала нотариусом в районом суде Хельсингборга. В 2010 году стала прокурором в прокуратуре Мальмё, а затем в прокуратуре Стокгольма. С июня 2018 года по август 2019 года работала секретарём отдела в Министерстве юстиции Швеции. С сентября 2019 года работала прокурором в Национальном подразделении по борьбе с международной и организованной преступностью Швеции в Стокгольме.
С начала 2020 года Брандберг вела активную медийную кампанию на телевидении, в Twitter и прессе по ужесточению законодательства и усилению борьбы с преступностью. Была обозревателем газеты Expressen.
Баллотировалась от Либералов на парламентских выборах 2022 года.
18 октября 2022 года назначена министром по вопросам равноправия Швеции в Министерстве занятости Швеции в правительстве Ульфа Кристерссона. 10 сентября 2024 года назначена министром по вопросам равноправия и трудовой политики. В конце марта 2025 года Брандберг объявила о своём намерении покинуть пост министра, поскольку хочет больше времени проводить с семьей. 1 апреля её сменила Нина Ларссон.

## Личная жизнь
Замужем за Эриком Брандбергом (Erik Brandberg), который родился в ЮАР. В 2000 году Эрик с братом Густавом основал компанию Gullspång Invest. Свадьба Паулины и Эрика состоялась в национальном парке в ЮАР.
Живёт в Стокгольме.